# Parco della Vettabbia

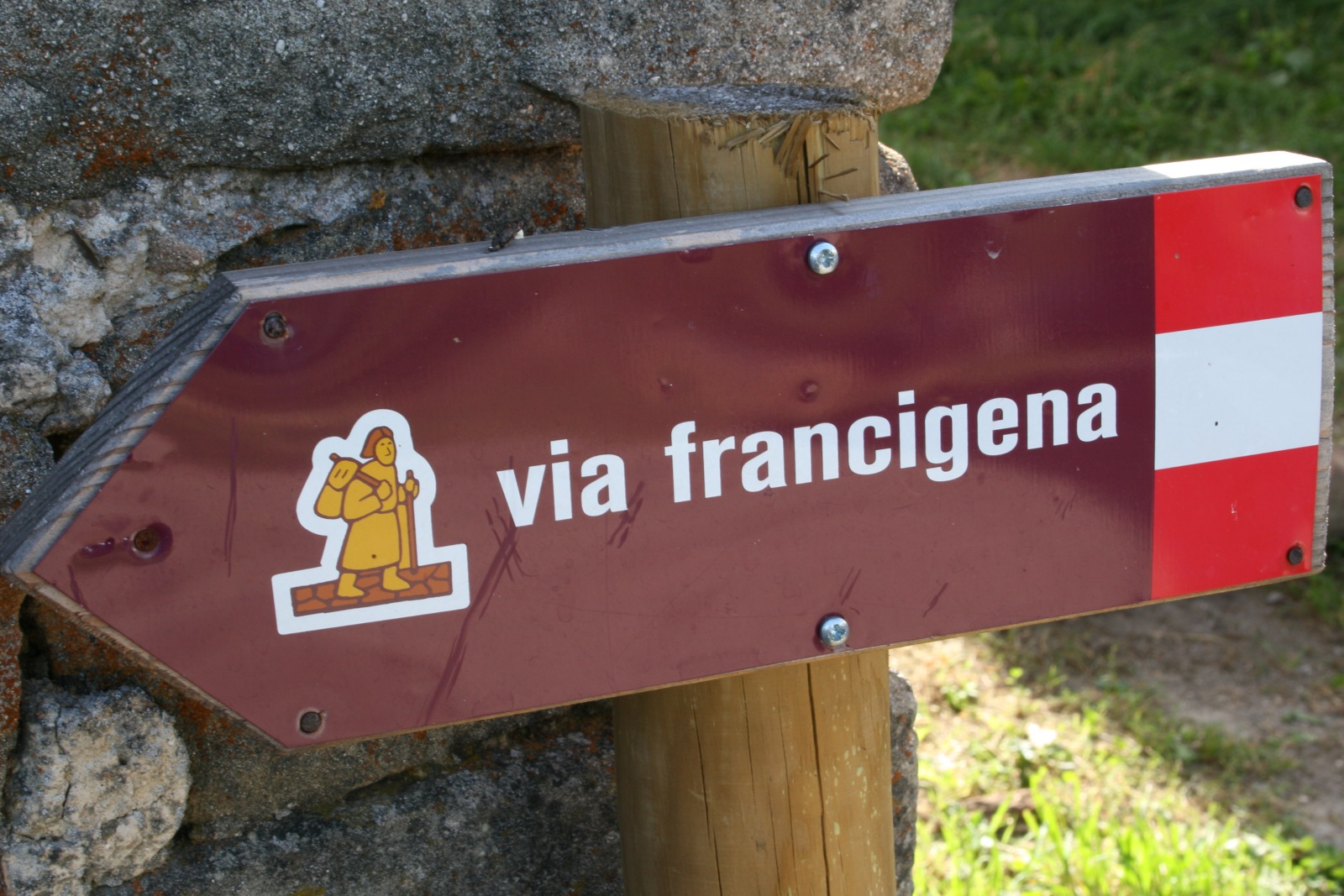
Un cartell del camí, situat a Itàlia

El Parco della Vettabbia és un espai verd urbà que es troba al barri vell de la ciutat de Milà, a Itàlia, al costat de Via Ripamonti.
El parc es troba al sud de la ciutat de Milà al Districte 5 de Milà, i limita amb el territori del Club de Milà Rovedine (zona de l'Òpera).

## L'Horta Medieval
S'ha creat al Parco della Vettabbia un fruit biològic per a la biodiversitat amb 300 espècies de fruites extingides avui, en col·laboració amb la Universitat Agrària. Tota aquesta àrea de Milà es caracteritza per una forta concentració en la sostenibilitat i l'agricultura ecològica.

## Flora
Al parc hi ha moltíssimes espècies d'arbres de tot el món: grèvol (Ilex aquifolium), catalpa (Catalpa bignonioides), cedre de l'Atles (Cedrus atlantica), cedre de l'Himàlaia (Cedrus deodara), cedre d'encens (Calocedrus decurrens), faig (Fagus sylvatica), pi ploraner de l'Himàlaia (Pinus wallichiana), ginkgo (Ginkgo biloba), castanyer d'Índies (Aesculus hippocastanum), noguera negra (Juglans nigra), pollancre (Populus nigra), àlber (Populus x canadensis), alzina (Quercus ilex), magnòlia (Magnolia grandiflora), vern comú (Alnus glutinosa), paulònia (Paulownia tomentosa), sòfora (Sophora japonica). Hi ha molts exemplars de roure americà (Quercus rubra), teix (Taxus baccata), til·lers (Tília platyphyllos), xiprer dels pantans (Taxodium distichum) i unes espècie d'aurons (Acer negundo, Acer campestre, Acer pseudoplatanus, Acer platanoides i Acer saccharinum).